# Antonieta de Anhalt
Antonieta Ana Alexandra Maria Luísa Inês Isabel Augusta Frederica de Anhalt (em alemão:  Antoinette Anna Alexandra Marie Luise Agnes Elisabeth Auguste Friederike; Castelo Georgium, 3 de março de 1885 — Dessau, 3 de abril de 1963) foi princesa de Anhalt por nascimento e princesa de Eschaumburgo-Lipa pelo seu casamento com Frederico de Eschaumburgo-Lipa.

## Família
Antonieta foi a única filha de Leopoldo, Príncipe Hereditário de Anhalt e de Isabel de Hesse-Cassel. Os seus avós paternos eram o duque Frederico I de Anhalt e Antónia de Saxe-Altemburgo. Os seus avós maternos eram Frederico Guilherme de Hesse-Cassel e sua segunda esposa, Ana da Prússia.

## Biografia
Aos vinte e quatro anos, Antonieta casou-se com o príncipe Frederico, de quarenta e sete, no dia 26 de maio de 1909, em Dessau. Ele era filho de Guilherme, Conde de Eschaumburgo-Lipa e de Batilde de Anhalt-Dessau. 
A primeira esposa de Frederico foi a princesa Luísa da Dinamarca, com quem teve três filhos, morta em 1906.
O casal teve dois filhos. Frederico morreu em 12 de dezembro de 1945, aos 77 anos.
Antonieta faleceu no dia 3 de abril de 1963, aos 78 anos, e foi enterrada ao lado de sua mãe, no Cemitério Ziebigk, em Dessau.

## Descendência
- Leopoldo Frederico de Schaumburg-Lippe (21 de fevereiro de 1910 - 25 de janeiro de 2006), não se casou e nem teve filhos;
- Guilherme Frederico de Schaumburg-Lippe (24 de agosto de 1912 - 4 de março de 1938), não se casou e nem teve filhos.